# 京都府道532号二俣三河線
京都府道532号二俣三河線（きょうとふどう532ごう ふたまたそうごせん）は、京都府福知山市を通る一般府道である。

## 概要
福知山市大江町二俣から福知山市大江町三河に至る。
全線が福知山市大江町内のみを通る府道。

### 路線データ
- 起点：福知山市大江町二俣（二俣交差点、京都府道9号綾部大江宮津線交点）
- 終点：福知山市大江町三河（三河交差点、国道175号交点）

## 路線状況

### 道路施設

#### 橋梁
- 大畑橋（宮川、福知山市）

## 地理

### 通過する自治体
- 福知山市

### 交差する道路
| 交差する道路              | 交差する場所 | 交差する場所      |
| ------------------------- | ------------ | ----------------- |
| 京都府道9号綾部大江宮津線 | 大江町二俣   | 二俣交差点 / 起点 |
| 国道175号                 | 大江町三河   | 三河交差点 / 終点 |

### 交差する鉄道
- 京都丹後鉄道宮福線

### 沿線
- 和紙伝承館
- 京都丹後鉄道宮福線 二俣駅
- 三河公民館
- 鶴ヶ尾神社
- 由良川